# Pfarrkirche St. Johann im Rosental

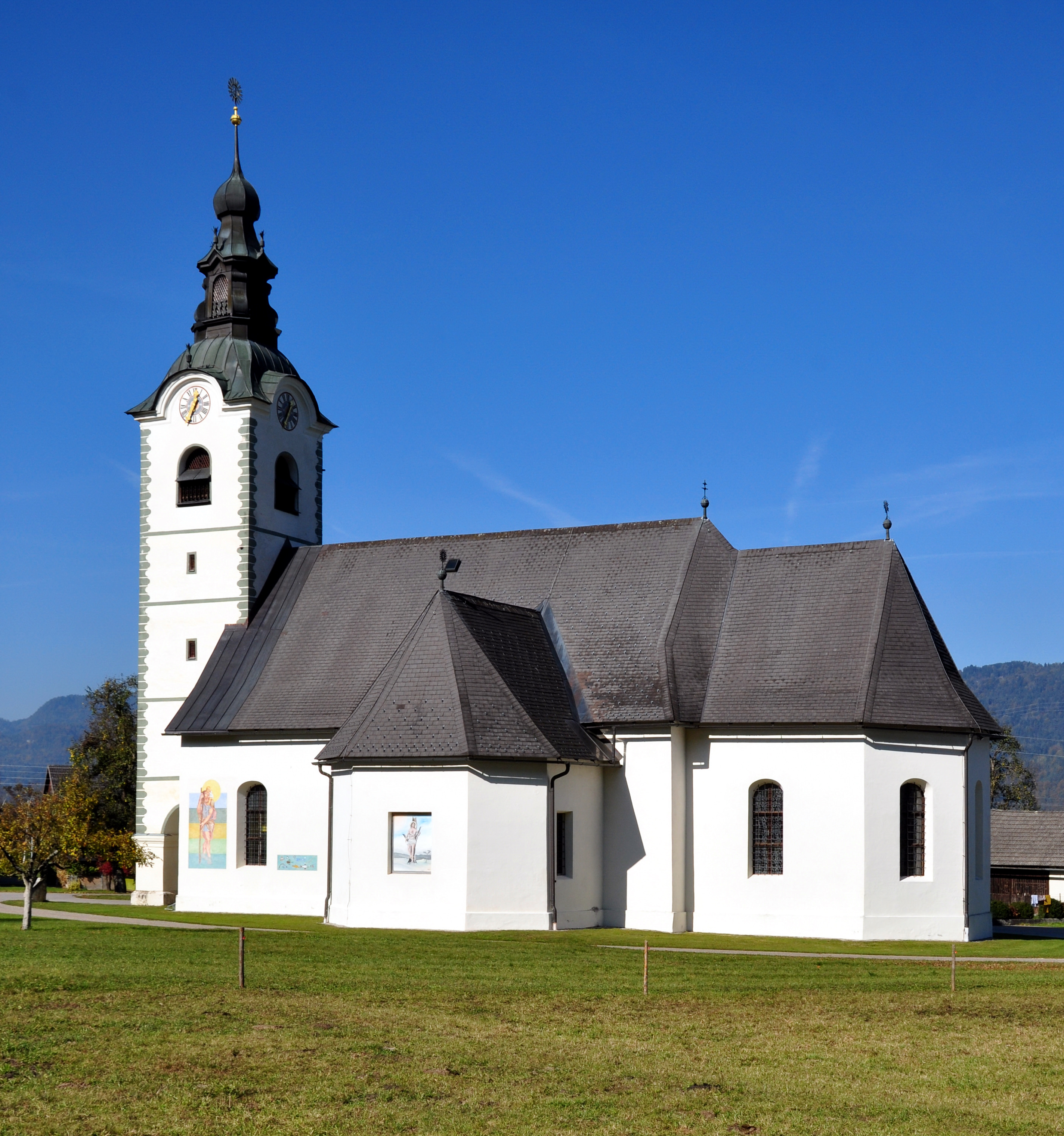
Katholische Pfarrkirche hl. Johannes der Täufer in St. Johann im Rosental

Die römisch-katholische Pfarrkirche St. Johann im Rosental steht in der Ortschaft St. Johann im Rosental in der Marktgemeinde Feistritz im Rosental im Bezirk Klagenfurt-Land in Kärnten. Die dem Patrozinium des hl. Johannes der Täufer unterstellte Pfarrkirche gehört zum Dekanat Ferlach/Borovlje in der Diözese Gurk-Klagenfurt. Die Kirche steht unter Denkmalschutz (Listeneintrag).

## Geschichte
Urkundlich wurde 1169 eine Kirche genannt.
Der barocke Kirchenneubau wurde von 1759 bis 1762 erbaut und 1762 geweiht. 1996 wurde die Kirche außen restauriert.

## Architektur
Das Kirchenäußere zeigt einen schlichten Kirchenbau mit einem Langhaus und einem eingezogenen polygonalen Chor und einem vorgestellten Westturm mit Zwiebelhelm und Laterne. Seitlich am Langhaus stehen oktogonale Kapellenanbauten, der nördliche Anbau von der Vorgängerkirche aus dem 17. Jahrhundert ist erhalten, der südliche Anbau entstand mit dem Neubau.
Die Kirche zeigt außen ein neues Wandbild Christophorus von Z. Weiß.
Das Kircheninnere zeigt im Turmerdgeschoß eine nach drei Seiten offene kreuzgratgewölbte Vorhalle. Das Langhaus hat ein Tonnengewölbe mit Stichkappen. Die dreiachsige kreuzgratunterwölbte Westempore steht auf Steinsäulen. Die Seitenkapellen sind mit Rundbogenarkaden zum Langhaus geöffnet. Der einjochige Chor mit einem Dreiseitschluss zeigt ein Kreuzgratgewölbe und eine Pilastergliederung. Die Sakristei nördlich des Chores hat ein Stichkappengewölbe. Die Nordkapelle zeigt ein achtseitiges Klostergewölbe auf zarten Pilastern mit einem Kämpfergesims. Die Südkapelle hat ein Stichkappengewölbe und eine Pilastergliederung wie im Chor.
Die Gewölbemalerei mit Darstellungen des Marienlebens in der Nordkapelle schuf Johann Kolb 1841. Die Gewölbemalerei nördlich im Stichkappengewölbe des Chores schuf Peter Markovič 1914, sie zeigen die Heiligen Johannes, Peter und Paul. 1985 erhielt die Kirche neue Glasfenster.

## Einrichtung
Der neobarocke Hochaltar entstand vor 1864, er zeigt ein Holzrelief Taufe Christi und seitlich in Nischen die Heiligen Johannes Evangelist und Johannes Nepomuk, die Figuren schuf Alois Gasser 1864.
Es gibt ein Gemälde aus 1692 mit der Legende der unversehrt gebliebenen Madonnenfigur zur Zeit der Türkeneinfälle.